# ニューポート (オレゴン州)

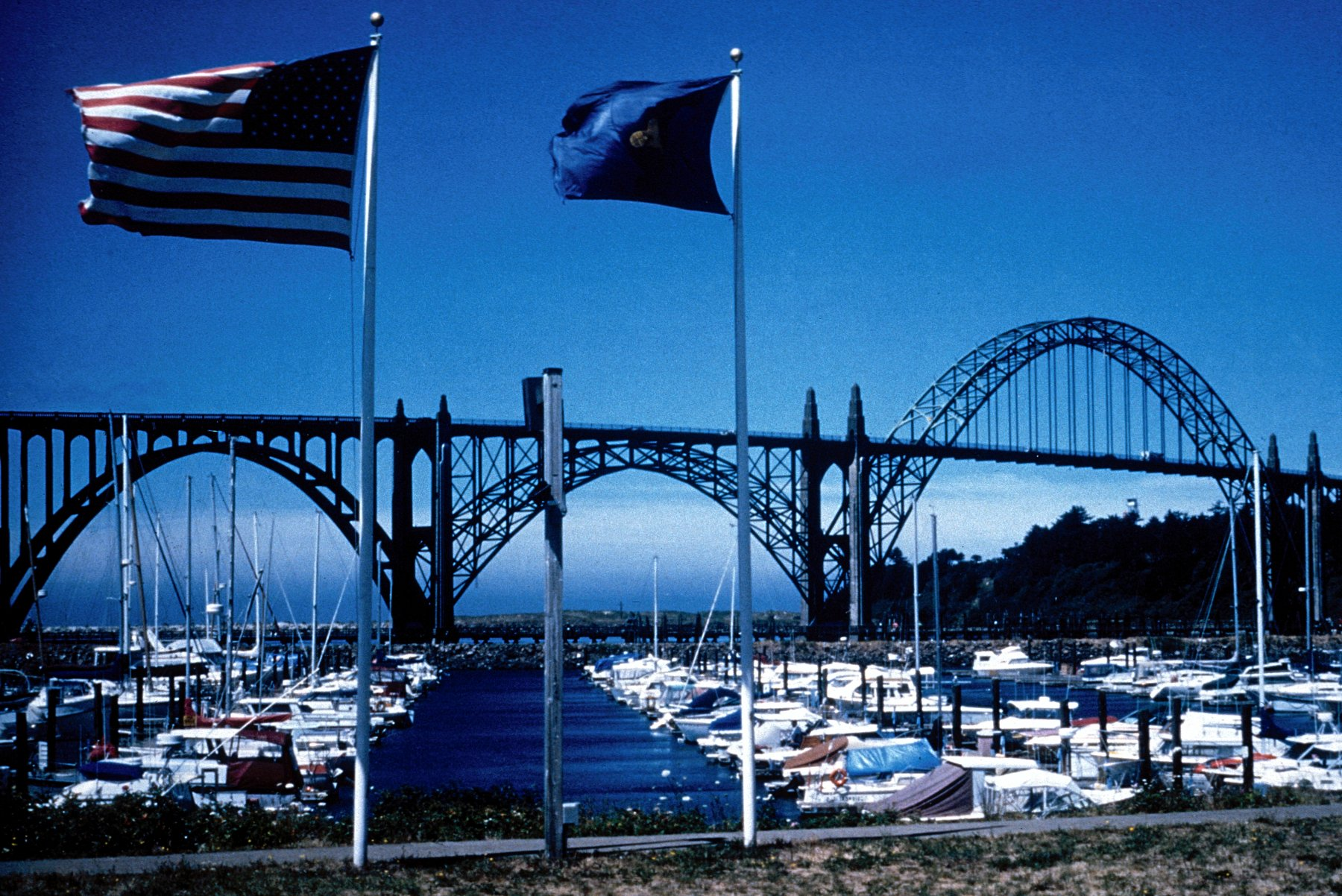
後方のを見渡すニューポート・ウォーターフロント。

ニューポート（英: Newport）は、アメリカ合衆国オレゴン州の都市。リンカーン郡の郡庁所在地である。人口は1万0256人（2020年） 。太平洋に面し、水族館（Oregon Coast Aquarium）や灯台（Yaquina Head Lighthouse）がある。
1971-1972年、日本の俳優、長谷川初範が高校時代ロータリークラブ交換学生としてニューポート高校に在籍していた。

## 地理

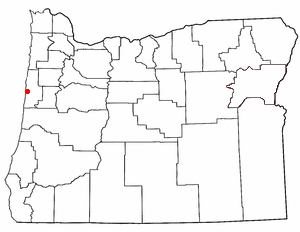
オレゴン州内の位置

ニューポートは北緯44度38分16秒 西経124度3分17秒 / 北緯44.63778度 西経124.05472度座標: 北緯44度38分16秒 西経124度3分17秒 / 北緯44.63778度 西経124.05472度に位置している。
アメリカ合衆国統計局によると、この都市は総面積27 km2 (10.4 mi2) である。このうち23 km2 (8.9 mi2) が陸地で4 km2 (1.6 mi2) が水地域である。総面積の14.94%が水地域となっている。

## 人口動勢
2000年国勢調査で、この都市は人口9,532人、4,112世帯、及び2,495家族が暮らしている。人口密度は414.5/km2 (1,073.1/mi2) である。218.9/km2 (566.7/mi2) の平均的な密度に5,034軒の住宅が建っている。この都市の人種的な構成は白人88.56%、先住民2.15%、アジア1.72%、アフリカン・アメリカン0.45%、太平洋諸島系0.21%、その他の人種3.86%、及び混血3.04%である。この人口の8.96%はヒスパニックまたはラテン系である。
この都市内の住民は22.3%が18歳未満の未成年、18歳以上24歳以下が8.1%、25歳以上44歳以下が25.7%、45歳以上64歳以下が26.7%、及び65歳以上が17.2%にわたっている。中央値年齢は41歳である。女性100人ごとに対して男性は95.6人である。18歳以上の女性100人ごとに対して男性は92.0人である。
この都市の世帯ごとの平均的な収入は31,996米ドルであり、家族ごとの平均的な収入は36,682米ドルである。男性は31,416米ドルに対して女性は26,582米ドルの平均的な収入がある。この都市の一人当たりの収入 (per capita income) は20,580米ドルである。人口の14.4%及び家族の12.2%の収入は貧困線以下である。全人口のうち18歳未満の17.1%及び65歳以上の8.2%は貧困線以下の生活を送っている。